# Plagusia squamosa
Plagusia squamosa is een krabbensoort uit de familie van de Plagusiidae. De wetenschappelijke naam van de soort is voor het eerst geldig gepubliceerd in 1790 door Herbst.